# Phragmatobia obliterata
Phragmatobia obliterata là một loài bướm đêm thuộc phân họ Arctiinae, họ Erebidae.